# 七重村 (茨城県)
七重村（ななえむら）は茨城県猿島郡にかつて存在した村である。現在の茨城県坂東市の北部に位置する。
村名は七箇村が合併したことに由来。同時に岩井町へ合併した七郷村も同様である。

## 歴史
- 1889年（明治22年）4月1日 - 町村制施行により、駒跿村・半谷村・借宿村・富田村・寺久村・三村・上出島村が合併し猿島郡七重村が成立する。
- 1947年（昭和22年）9月16日 - カスリーン台風による豪雨で、中川村の利根川堤防が決壊。周辺の村とともに七重村も大部分が浸水する被害を出した[1]。
- 1955年（昭和30年）3月1日 - 岩井町・中川村・神大実村・飯島村・弓馬田村・七郷村・長須村と合併し、改めて岩井町が発足。同日七重村廃止。